# Рідне (Бахчисарайський район)
Рі́дне (до 1945 року — Уппа́; крим. Uppa) — село в Україні, у Бахчисарайському районі Автономної Республіки Крим.
Населення становить 761 осіб.

## Населення
Чисельність населення за даними перепису населення станом на 14 жовтня 2014 року склала 702 особи.
Динаміка чисельності населення
| - 1805 рік — 154 - 1864 рік — 176 - 1886 рік — 364 - 1889 рік — 391 - 1892 рік — 427 - 1902 рік — 427 - 1915 рік — 485/27 - 1926 рік — 473 - 1939 рік — 497 | - 1944 рік — 491 - 1953 рік — 289 - 1954 рік — 398 - 1989 рік — 585 - 2001 рік — 761 - 2009 рік — 801 - 2011 рік — 894 - 2014 рік — 702 |

## Географія
Село розташоване у верхів'ях річки Уппа, що впадає у Чорну, в горах Внутрішнього пасма, висота центру села над рівнем моря —243 м.
Найближчий населений пункт Тернівка – близько 5 км. Відстань від райцентру становить 23 кілометрів по прямій.
На території села розташована печера Коба-Чаїр та п'ятиметровий водоспад Мердвен-Тубю.
1. 1 2  Численность населения  города Севастополя (PDF). Территориальный орган Федеральной службы государственной статистики по городу Севастополю (Севастопольстат). Архів оригіналу (PDF) за 7 березня 2016. Процитовано 8 квітня 2016. {{cite web}}: Проігноровано невідомий параметр |subtitle= (довідка)
2. ↑  Лашков Ф. Ф.. Сборник документов по истории Крымско-татарского землевладения. // Известия таврической учёной комиссии / А.И. Маркевич. — Таврическая учёная архивная комиссия. — Симферополь: Типография Таврического губернского правления, 1897. — Т. 26. — С. 136.
3. ↑  Таврическая губерния. Список населённых мест по сведениям 1864 г / М. Раевский (составитель). — Санкт-Петербург: Типография Карла Вульфа, 1865. — Т. XLI. — С. 85. — (Списки населенных мест Российской империи, составленные и издаваемые Центральным статистическим комитетом Министерства внутренних дел).
4. ↑  Волости и важнѣйшія селенія Европейской Россіи. По данным обслѣдованія, произведеннаго статистическими учрежденіями Министерства Внутренних Дѣл, по порученію Статистическаго Совѣта. Изданіе Центральнаго Статистическаго Комитета. Выпуск VIII. Губерніи Новороссійской группы. СанктПетербургъ. 1886. — VI + 157 с. (рос. дореф.)
5. ↑  Вернер К.А.. Алфавитный список селений // Сборник статистических сведений по Таврической губернии :  [рос.]. — Симферополь : Типография газеты Крым, 1889. — Т. 9. — 698 с.
6. ↑  Шаблон:Книга:Календарь и Памятная книжка Таврической губернии на 1892 год
7. ↑  Таврический Губернский Статистический комитет. Календарь и Памятная книжка Таврической губернии на 1902 год. — 1902. — С. 148—149.
8. ↑  Часть 2. Выпуск 7. Список населенных пунктов. Феодосийский уезд // Статистический справочник Таврической губернии / сост. Ф. Н. Андриевский; под ред. М. Е. Бененсона. — Симферополь, 1915. — С. 2.
9. ↑  Первая цифра — приписное население, вторая — временные.
10. ↑  Коллектив авторов (Крымское ЦСУ). {{{Заголовок}}}.
11. 1 2  Музафаров Р. И. Крымскотатарская энциклопедия. — Симферополь : Ватан, 1995. — Т. 2 : Л — Я. — 425 с. — 100 000 экз.
12. ↑  {{{Заголовок}}}. — Т. 3. — ISBN 978-5-86443-353-9. — DOI:10.34685.
13. 1 2  Неделькин Е. В., Хапаев В. В. {{{Заголовок}}}.
14. ↑  с Рідне м Севастополь, Балаклавський район район (укр.). Верховна Рада України. Архів оригіналу за 18 серпня 2016. Процитовано 16 липня 2016.
15. ↑  Города и села Украины, 2009, Терновский сельсовет.
16. ↑  Балаклавский район. Населённые пункты Балаклавского района. Архів оригіналу за 17 листопада 2014. Процитовано 6 липня 2016.
17. ↑  Село Рідне: онлайн путівник Рідним. travels.in.ua (англ.). Процитовано 22 листопада 2023.
18. ↑  Мердвен-Тобе и Коба-Чаир. www.krym4you.com. Процитовано 22 листопада 2023.